# آرثر جاي أو. أندرسون
آرثر جاي أو. أندرسون (بالإنجليزية: Arthur J. O. Anderson)‏ هو مترجم وعالم إنسان أمريكي، ولد في 26 نوفمبر 1907 في فينيكس في الولايات المتحدة، وتوفي في 3 يونيو 1996 بسبب اضطراب عصبي.

## مسار مهني
اشتهر بترجمته المشتركة مع تشارلز إي ديبل للمخطوطة الفلورنسية لبرناردينو دي ساهاغون، وهو مشروع استغرق 30 عامًا. ونشر الاثنان أيضًا ترجمة إنكليزية حديثة للكتاب الثاني عشر من المخطوطة الفلورنسية، والذي يقدم وصفًا أصيلا لغزو المكسيك. وترجم أندرسون وكتب مقدمة مستفيضة لكتاب برناردينو دي ساهاغون «مزالموديا كريستيانا» (المزمور المسيحي) كما حرر ونشر ترجمات للنصوص اللغوية الرسمية لليسوعي المكسيكي فرانسيسكو دي كلافيجيرو (1731-1787) في القرن الثامن عشر، والتي تحدد قواعد اللغة المكسيكية (ناهواتل). توفي أندرسون بسبب نزف مخي في 3 يونيو 1996.